# Chordeumatida

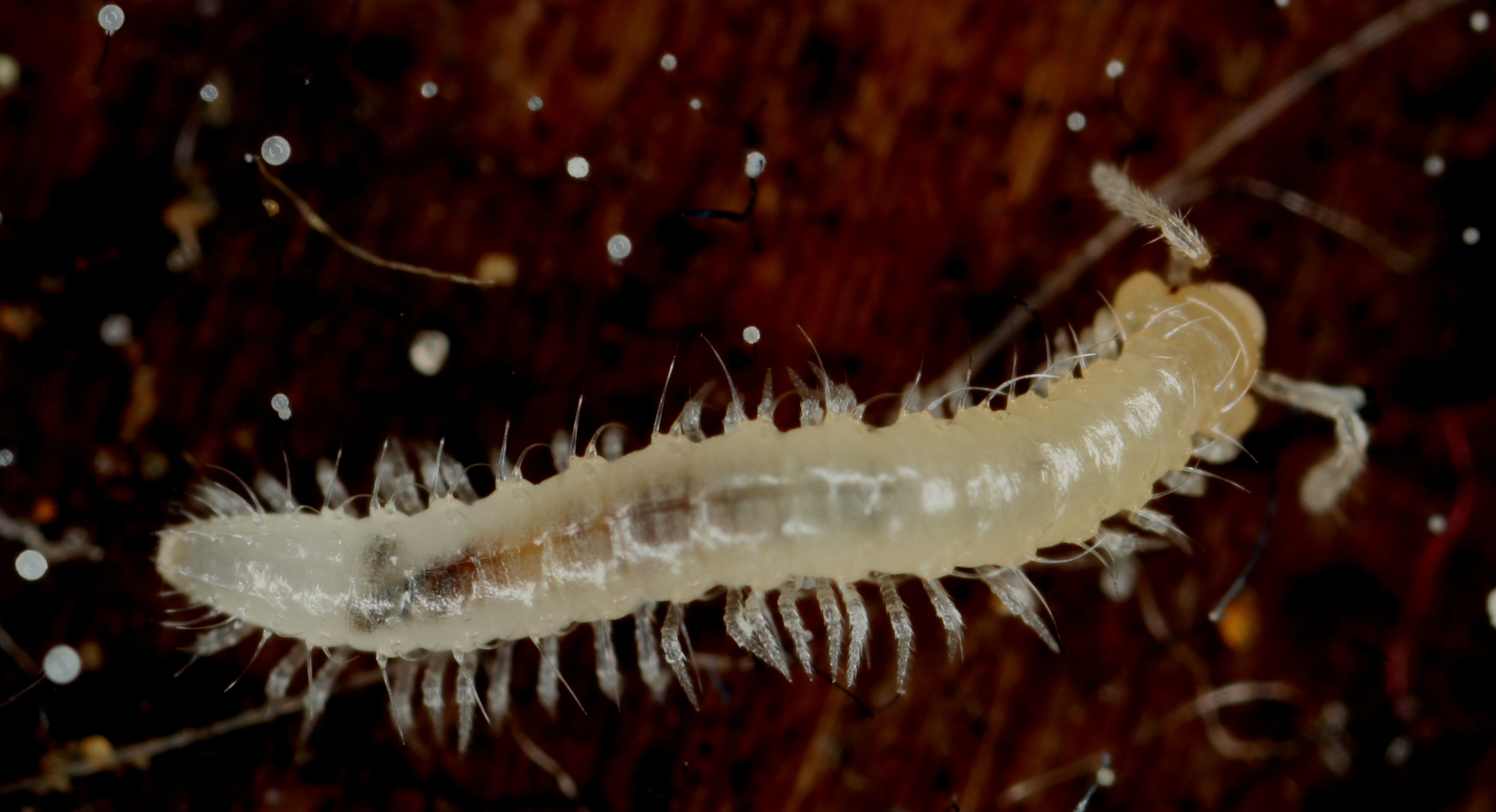
Caseya z rodziny Caseyidae.

Chordeumatida – rząd wijów z gromady dwuparców
i nadrzędu Nematophora. Obejmuje ponad 1130 opisanych gatunków.

## Opis
Dorosłe formy tych dwuparców osiągają od 3 do 35 mm długości ciała i mają od 25 do 32 pierścieni zagłowowych. Ciało zwęża się ku końcowi, jest walcowate lub prawie walcowate, a występujące u niektórych gatunków paranota mogą mu nadawać pozornie spłaszczony wygląd. Narząd Tömösváry’ego mają postać niewielkich dołeczków. Prawdopodobną apomorfię stanowi chetotaksja tergitów – na każdym z nich występują dwa rzędy po 3 szczecinki. Przez środek tergitów biegnie podłużna bruzda. Za apomorfię uchodzi także brak w tej grupie ozoporów. Ósma i dziewiąta para odnóży u samców przekształcone są w gonopody, których budowa różni się pomiędzy podrzędami. U Craspedosomatidea i Striariidea za przekazywanie nasienia odpowiadają gonopody pierwszej pary, a u Chordeumatidea i Heterochordeumatidea drugiej pary. U Chordeumatidea i przynajmniej części Craspedosomatidea występują skomplikowanej budowy spermatofory. Co najmniej jedenasta para odnóży wyposażona jest w gruczoły biodrowe.

## Występowanie
Przedstawiciele rzędu występują na wszystkich kontynentach z wyjątkiem Antarktydy, jednak najliczniej na półkuli północnej. W Ameryce Południowej występują tylko w południowym Chile, w Afryce tylko na krańcach północnych i Madagaskarze. Ponadto na południe od Zwrotnika Koziorożca sięgają w Australii i Nowej Zelandii. Zasiedlają większą część Europy i  Ameryki Północnej, w tym Amerykę Centralną. W Azji ich zasięg jest porozrywany; występują w Azji Zachodniej, Środkowej, Wschodniej i Południowo-Wschodniej, na Syberii, w Himalajach i południowym krańcu subkontynentu indyjskiego.
W środowiskach zimnych często stanowią ważną lub dominującą grupę dwuparców. Dominują w wysokich górach Europy i Azji Środkowej, występując w szczelinach skalnych, wśród lodu i śniegu, powyżej linii drzew. W północnej Kanadzie, Skandynawii i na Syberii z powodzeniem zasiedlają miejsca znajdujące się pod śniegiem przez większość roku.
W Polsce stwierdzono 14 gatunków, przy czym najliczniejszy jest Craspedosoma rawlinsi (zobacz: Chordeumatida Polski).

## Systematyka
Takson ten wprowadzony został w 1894 przez Reginalda Innesa Pococka. Według analiz filogenetycznych Enghoffa z 1984, Regiera i Shultza z 2001 oraz Regiera i innych z 2005: morfologicznej i metodą największej parsymonii Chordeumatoida zajmują pozycję siostrzaną względem Callipodida. Natomiast analiza nukleotydów metodą bayesowską z 2005 wskazywała na ich siostrzaną relację z Colobognatha.
Do 2012 roku opisano 1138 gatunków. Klasyfikuje się je w 4 podrzędach:
- Chordeumatidea Pocock, 1894
- Craspedosomatidea Cook, 1895
- Heterochordeumatidea Shear, 2000
- Striariidea Cook, 1896